# マルセル・ソウザ
マルセル・ソウザ(Marcelle Souza、1996年7月22日 - ）は、ブラジルの女子ラグビー選手。

## プロフィール
- ブラジル、ベルフォード・ロッショ出身[1]。
- 身長 177cm、体重 80kg
- ポジションはスクラムハーフ(SH)。

## 略歴
2024年、パリ五輪の7人制女子ブラジル代表に選ばれた。